# Fazerin kukko

Fazers Hahn

Fazerin kukko (finnisch) oder Fazers tupp (schwedisch, deutsch „Fazers Hahn“) ist eine Skulptur von Björn Weckström zur Erinnerung an Karl Fazer in Helsinki in Finnland.

## Lage
Die Skulptur befindet sich in der Innenstadt von Helsinki unmittelbar vor dem Café Fazer.

## Gestaltung und Geschichte
Sie erinnert an den finnischen Unternehmer Karl Fazer, der am 17. September 1891 im Haus Kluuvikatu/Glogatan 3 eine französisch-russische Konditorei eröffnet hatte, aus der sich das noch heute aktive Unternehmen Fazer entwickelte.
Die große Bronzeskulptur wurde im Jahr 1991, anlässlich des 100. Jahrestags der Gründung im Auftrag von Fazer durch den Bildhauer Björn Weckström geschaffen. Sie stellt das stilisierte Firmensymbol Fazers, einen Hahn, dar. Die Skulptur steht auf einem schwarzen Sockel aus Granit, auf dem als Relief ein Porträt Karl Fazers zu sehen ist. Darüber hinaus befinden sich dort Inschriften auf Finnisch und Schwedisch, die den Namen Karl Fazers und den Grund der Aufstellung des Denkmals benennen.